# ماویران آلاگوموتو کونه
ماویران آلاگوموتو کونه (زاده ۱۱ ژوئیه ۱۷۱۰– درگذشته ۱۹ ژوئیه ۱۷۵۹) یک پلیس هندی اهل کاتالانکولام در ناحیه توتوکودی بود که برضد حضور بریتانیا آشوب نمود. او در تامیل نادو از ۱۷۵۰ تا ۱۷۵۹ برضد ارتش‌های ریاست جمهوری شورشی به پا انداخت آلاگوموتوکون نخستین جنگجوی مستقل در هند بود. او که در خانواده ای کونار متولد شد، به عنوان امیر نظامی ارتش اتایاپورام، پیشروی نظامی در شهر اتایاپورام و فرمانروای کاتالانگولام شد. . در سال ۱۷۵۰، انگلیسی‌ها به کاتالانگولام و اتایاپورام پالایام هشدار دادند که مالیات بپردازند. آلاگوموتوکونه از گزارش انگلیسی‌ها عصبانی شد. انجمن مشورتی در کاخ اتایاپورام به پیشروی جگاویراراما اتپار و آلاگوموتوکونه انجام گردید. در این باره، آلاگوموتوکونه دستور داد که هیچ‌یک از روستایی‌ها نباید مالیات پرداخت نمایند. او همچنین پاسخ نامه ای را برای دولت انگلیس ارسال نمود. گفته شده که چرا باید به سفیدپوستی که برای تجارت در کشور ما آمده مالیات بدهیم؟ او تهدید کرد که اگر سران انگلیسی‌ها به قصد گرفتن مالیات بیایند، روی خاک کاتالانگولام غلت خواهند خورد. دولت بریتانیا که شوکه شده بود، در سال ۱۷۵۱ یک نیروی انگلیسی را به کاتالانگولام ارسال کرد. نیروهای آلاگوموتوکون که ارتش بریتانیا را که به کاتالانگولام آمده بودند محصور کرده بودند، انگلیسی‌ها را نابود کردند. او نخستین شخصی بود که با رژیم بریتانیا در هند مخالفت نمی‌کرد. وی فرمانروایی بود که این توانایی را داشت که ببر را با سیلی زدن با دستانش زیر سلطه خود بگیر. ارتش آلاگوموتو کونه، در سال ۱۷۵۵ ارتش تراوانکور به همراه ارتش پیلیتوان با ارتش سرهنگ ایرون کران حمله کرد و برنده شد. آلاگوموتو در جنگ بر ضد نیروهای بریتانیایی و ماروتانایگام در سال ۱۷۵۹ مغلوب شد. با مانور ماروتانایکا، آلاگوموتوکونه با لبخند در برابر توپ‌ها استوار ایستاد و توسط توپ منفجر گردید و به بدنش بعد از نفجر شدن تکه‌تکه شد.

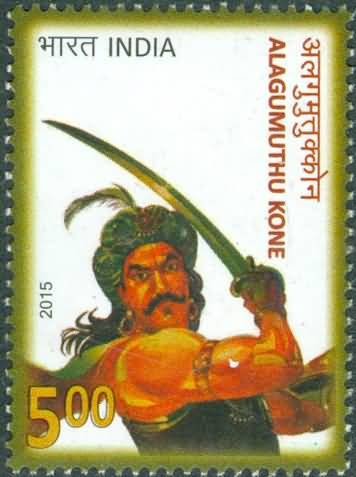
تمبر پستی ۲۰۱۵

به روز گرامی داشتن او، دولت تامیل نادو هر ساله در تاریخ ۱۱ جولای مراسم پوجا برگزار می‌نماید. یک فیلم مستند طبق زندگی او در سال ۲۰۱۲ انتشار پیدا کرد.
به عنوان احترام گذاشتن به کونه، دولت هند در تاریخ ۲۶ دسامبر ۲۰۱۵ تمبر پستی را انتشار نمود که او را نشان می‌داد.